# Schichau-Werke
Die Schichau-Werke – F. Schichau, Maschinen- und Lokomotivfabrik, Schiffswerft und Eisengießerei GmbH – war ein Maschinenbauunternehmen in Elbing, Westpreußen. Es bestand von 1837 bis 1945. Ferdinand Schichau begann mit dem Bau von Dampfmaschinen für verschiedenste Zwecke und errichtete 1852 eine eigene Werft. Sein Sohn George (1844–1927) wurde später nobilitiert, was insbesondere auch auf den Leistungen des Vaters basierte.

## Bedeutung

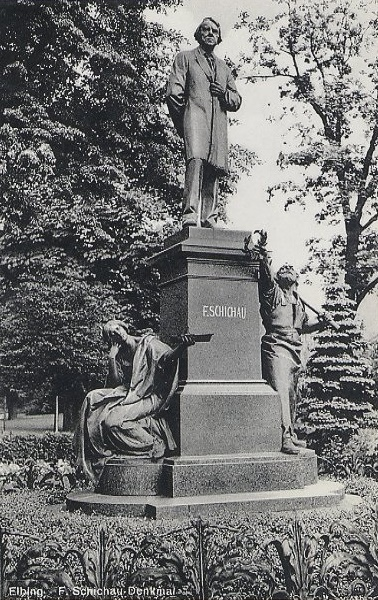
Schichau-Denkmal in Elbing

Die ab 1877 gebauten Torpedoboote wurden in viele Staaten exportiert und machten Schichau international bekannt. Der Werftbetrieb erweiterte sich 1899 um eine große Dockanlage mit Ausrüstungs- und Reparaturwerft in Pillau und 1891 um eine neue Werft in Danzig zum Bau größerer Schiffe. Bis 1914 bauten die Schichau-Werke etwa 1000 Schiffe und Boote. Das Elbinger Werk baute ab 1860, vor allem für die Preußischen Staatseisenbahnen, Dampflokomotiven und bereits 1912 konnte die 2000. Lokomotive ausgeliefert werden.
Während der Weltwirtschaftskrise Ende der 1920er Jahre wäre das Unternehmen fast bankrottgegangen. Nur das Eingreifen des Staates rettete das Unternehmen, einen der wenigen großen Industriebetriebe in der Exklave Ostpreußen des Deutschen Reiches der Weimarer Republik.
Im Zuge der Aufrüstung der Wehrmacht baute Schichau für die Kriegsmarine U-Boote, Torpedo- und Flottentorpedoboote („Schichau-Zerstörer“). Ab 1944 war Schichau am Bau der U-Boote vom Typ XXI beteiligt.
Die Ostpreußische Operation (1945) brachte den Schichau-Werken das Ende. Das Gebiet um Elbing wurde 1945 (von der Sowjetunion) der Volksrepublik Polen zugeschlagen. Die deutschen Eigentümer des Unternehmens wurden entschädigungslos enteignet. Die nun in polnischem Staatsbesitz befindlichen Werke wurden im Rahmen der neuen kommunistischen Wirtschaftsordnung in spezialisierte volkseigene Großbetriebe überführt, in Deutschland endete die Tradition von Nachfolgebetrieben 2008.

## Geschichte

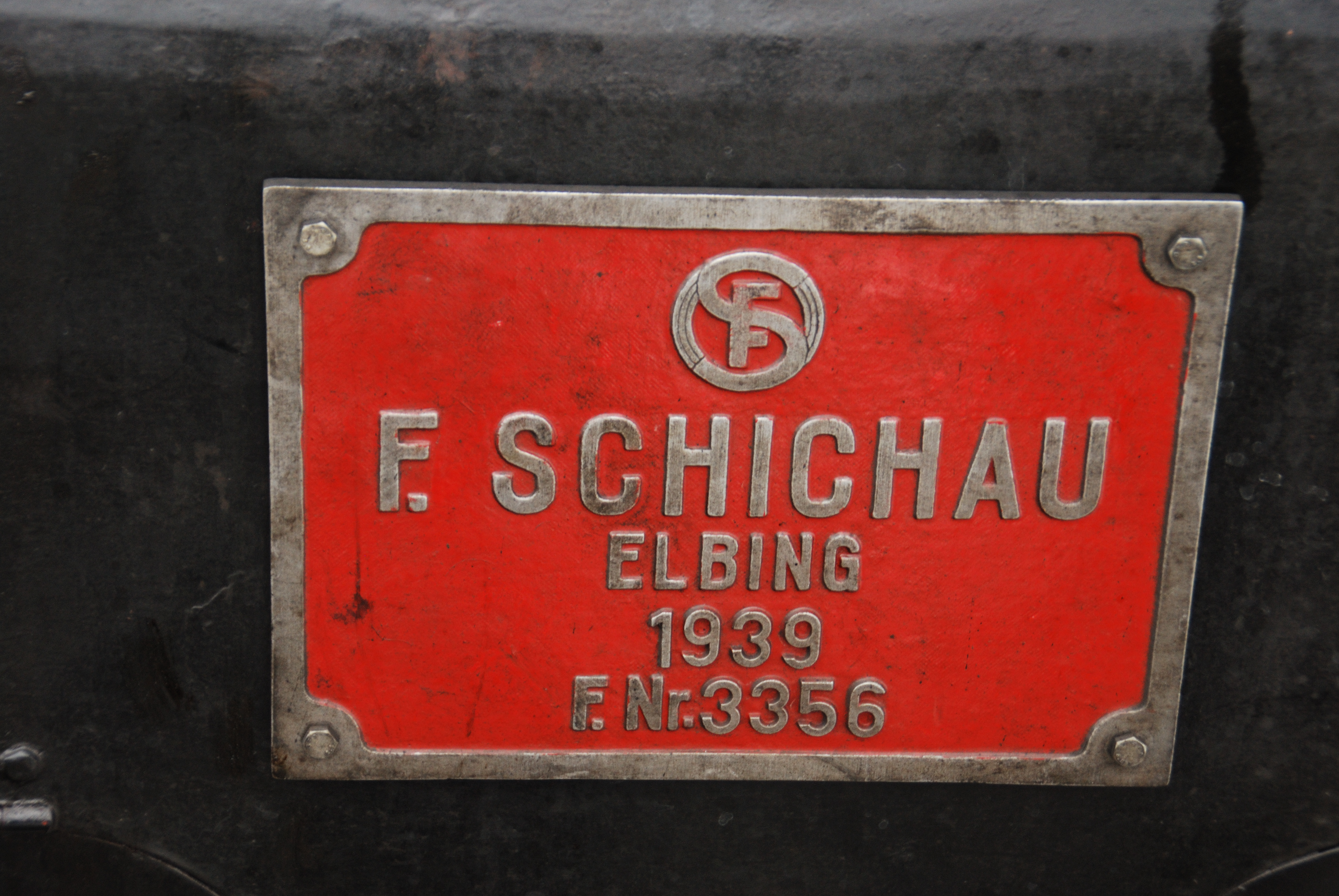
Fabrikschild der Lok 41 1150

### Gründung und Anfangsjahre
Ferdinand Schichau gründete am 4. Oktober 1837 in Elbing eine Maschinenbauanstalt, die spätere F. Schichau GmbH. Nach seinem Ingenieursstudium in Berlin und Studienaufenthalten im Rheinland und Großbritannien produzierte er anfänglich Dampfmaschinen, hydraulische Maschinen und Bagger. 1841 wurde in seinem Betrieb der erste in Deutschland produzierte Schwimmbagger gebaut. Schließlich wurde 1852 in Elbing ein eigener Schiffbauplatz eingerichtet. 1855 lief dort die Borussia vom Stapel, der erste in Preußen gefertigte stählerne Seedampfer mit Schraubenantrieb.

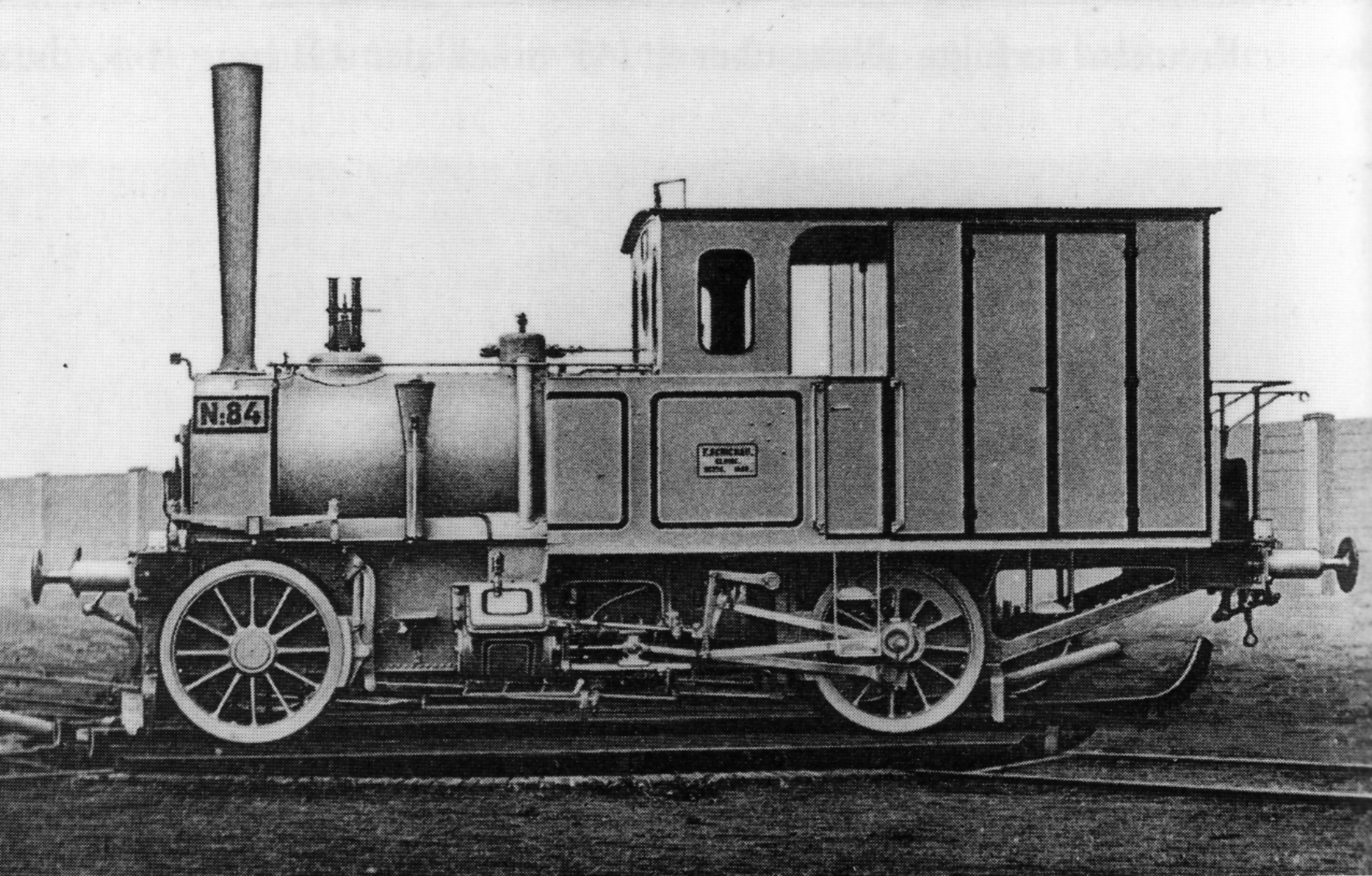
Erste Verbundlok der Baureihe T 0.

1859 begann Schichau in seiner Maschinenfabrik mit dem Lokomotivbau. 1869 wurde in Elbing seine Lokomotivfabrik mit Kesselschmiede und Großhammerschmiede fertiggestellt. Drei Jahre später war das Werk an das Eisenbahnnetz angeschlossen. Ab 1880 wurden bei Schichau die ersten Verbundlokomotiven Deutschlands gebaut, kleine Zweizylinder-Tenderlokomotiven für die Königliche Eisenbahn-Direktion Hannover, die eine Brennstoff-Ersparnis von bis zu 16 % erbrachten. In den Folgejahren wurde der Lokomotivbau zu einem stabilen Produktionsbereich, mit dem das Unternehmen regelmäßig einen jährlichen Absatz von 100 Lokomotiven erzielte. Gebaut wurden vor allem Güterzuglokomotiven fast aller Baureihen der preußischen Staatsbahn, wie der Reihen G 3, G 4, G 5.1, G 5.2 und G 7.1, sowie Tenderlokomotiven der Baureihen T 3 und T 9.3. 1891 verließ die 500. Lokomotive die Fabrik. Schon acht Jahre später wurde die 1000. Lokomotive fertiggestellt. Nach der Jahrhundertwende folgten die Typen G 8 und G 9. 1912 erfolgte die Auslieferung der 2000. Lokomotive. Noch vor dem Krieg wurde mit dem Bau von Maschinen der Typen G 8.1 (bis 1918: 490 Maschinen gebaut) und P 8 begonnen und vor Kriegsende wurden noch Maschinen der Baureihe G 12 fertiggestellt.
1883 beschlossen die Eigentümer des Konkurrenten F. Wöhlert’sche Maschinenbau-Anstalt und Eisengiesserei dessen Liquidation. Die Schichau-Werke übernahmen aus diesem Besitz die Waggonfabrik in Elbing, die bis 1875 als Elbinger Actien-Gesellschaft für Fabrication von Eisenbahn-Material der zweitgrößte Maschinenbauer in Elbing (nach Schichau) gewesen war. Schichau nutzte die Anlagen zum Bau von Lokomotiven, Maschinen und Turbinen.
Als sozial eingestellter Arbeitgeber ließ Ferdinand Schichau Arbeitersiedlungen bauen und gründete eine Kranken- und Pensionskasse für seine Arbeiter.

### Im Kaiserreich
Aufgrund der beengten Fahrwasserverhältnisse konnte Schichau in Elbing nur relativ kleine Wasserfahrzeuge fertigen. Daher entschloss sich Ferdinand Schichau zur Expansion. Zunächst wurde 1889 eine Schiffsreparaturwerkstatt in Pillau bei Königsberg errichtet. Ein Jahr später entstand eine Großwerft in Danzig (als Zweigwerft von Elbing), wo in den folgenden Jahren zahlreiche größere Kriegsschiffe sowie Frachtschiffe und luxuriöse Passagierschiffe entstanden. Ferdinand Schichau starb 1896. Sein Schwiegersohn Carl Heinrich Ziese führte das Unternehmen weiter. Unter seiner Leitung wurden die Schichau-Werke in der Kaiserzeit zum größten Industrieunternehmen Ostdeutschlands.
Im Jahr 1913 gründet Ziese in Riga die Ziese Mühlgraben-Werft als Tochterunternehmen der Schichauwerke. Damit erhoffte er sich einen leichteren Zugang zum russischen Rüstungsmarkt. Ab 1914 waren dort neun große Zerstörer der Gogland-Klasse im Bau, die aber aufgrund der Nähe Rigas zur Frontlinie seit 1915 nicht vollendet wurden. Die Werft wurde 1915 unter staatliche russische Aufsicht gestellt und damit de facto enteignet.
Im Ersten Weltkrieg waren die Schichau-Werke Rüstungsbetrieb. Bei Kriegsbeginn arbeiteten an den Standorten Elbing, Danzig und Pillau insgesamt 8.500 Mitarbeiter. Bei Kriegsende waren es 11.600 Beschäftigte. Gebaut wurden vorrangig Große Torpedoboote, A-Boote sowie Güterzuglokomotiven. Zwei U-Boote des Typs Projekt 43 sowie weitere Boote des UF-Typs blieben unvollendet und wurden nach 1918 abgewrackt.

Ausrüstungsbassin für Torpedoboote in Elbing

#### Kriegsschiffbau
Der Einstieg in den Kriegsschiffbau erfolgte 1877, als die Werft den Piratenjäger Otter baute und Carl H. Ziese im Auftrag der Kaiserlich Russischen Marine erstmals Torpedoboote konstruierte. 1884 bestellte die Kaiserliche Marine des Deutschen Reichs bei der Elbinger Werft die erste Serie kleiner Torpedoboote. 1899 fertigte das Unternehmen mit S 90 das erste deutsche Hochseetorpedoboot.
Schichau wurde bald führend im Torpedobootsbau und exportierte weltweit. Kunden wurden neben der Kaiserlich Russischen Marine die Marinen Chinas (1885), des Osmanischen Reichs (1886), Italiens (1886), Österreich-Ungarns (1886), Japans (1892), Brasiliens (1893), Rumäniens (1895), Norwegens (1895), Schwedens (1896), Dänemarks (1911) und Argentiniens (1911). 1897 wurde sogar ein einzelnes Torpedoboot in die Vereinigten Staaten verkauft. Bis 1918 entstanden bei Schichau 483 Torpedoboote und Zerstörer, davon 333 für die kaiserliche Marine.
Einige Länder bauten Boote nach Schichau-Plänen. Einige der von Schichau gelieferten Boote galten zeitweise als die schnellsten der Welt, so etwa 1888 das russische Hochseetorpedoboot Adler (russ. Адлер) mit 28,4 kn oder 1897 die vier chinesischen „Torpedojäger“ der Hai-Lung-Klasse mit 36,7 kn.
Neben dem Torpedobootsbau lieferte Schichau der Kaiserlichen Marine größere Kriegsschiffe, so den Kreuzer Gefion (Stapellauf 1893), die Kanonenboote Iltis und Jaguar (1898), den Kleinen Kreuzer Kolberg (1908), die Linienschiffe Kaiser Barbarossa (1900), Wettin (1901), Elsass (1903), Lothringen (1904) und Schlesien (1906), die Großlinienschiffe Oldenburg (1910), König Albert (1912) und Baden (1915) und den Schlachtkreuzer Lützow (1913).
Der erste Exportauftrag für ein größeres Kriegsschiff kam aus Russland mit dem Auftrag für den geschützten Kreuzer Nowik, der nach seiner Fertigstellung als schnellster Kreuzer der Welt galt und das einzige größere Kriegsschiff blieb, das Schichau exportierte. Russische Werften bauten mit der Isumrud-Klasse zwei Schwesterschiffe der Nowik. Die im Russisch-Japanischen Krieg in Fern-Ost stationierte Nowik ging verloren, wurde von Japan gehoben und noch eine Zeitlang genutzt.
Bei Kriegsausbruch 1914 waren zwei Kreuzer, die Muravjev Amurskij und die Admiral Newelskoi, für die russische Marine in Bau. Beide Schiffe wurden beschlagnahmt und nach Fertigstellung von der Kaiserlichen Marine als Pillau und Elbing in Dienst gestellt.

#### Fahrgastschiffe
Neben dem Bau von Kriegsschiffen konzentrierte sich das Unternehmen auf den Bau von Handelsschiffen. 1894 liefen bei Schichau die für den Norddeutschen Lloyd (NDL) gebauten Reichspostdampfer Prinzregent Luitpold und Prinz Heinrich vom Stapel. Bis zum Ersten Weltkrieg fertigte das Unternehmen dann allein für den „Lloyd“ sieben weitere Schiffe für die Reichspostdampferlinien mit der Bremen (10.822 BRT), Grosser Kurfürst (13.183 BRT) und den fünf Postdampfern der Feldherren-Klasse (Zieten, Seydlitz, Yorck, Kleist, Derfflinger) mit 7.942 bis 9.060 BRT. Diese Bautätigkeit für den NDL hielt trotz eines von 1898 bis 1908 andauernden Rechtsstreits an.

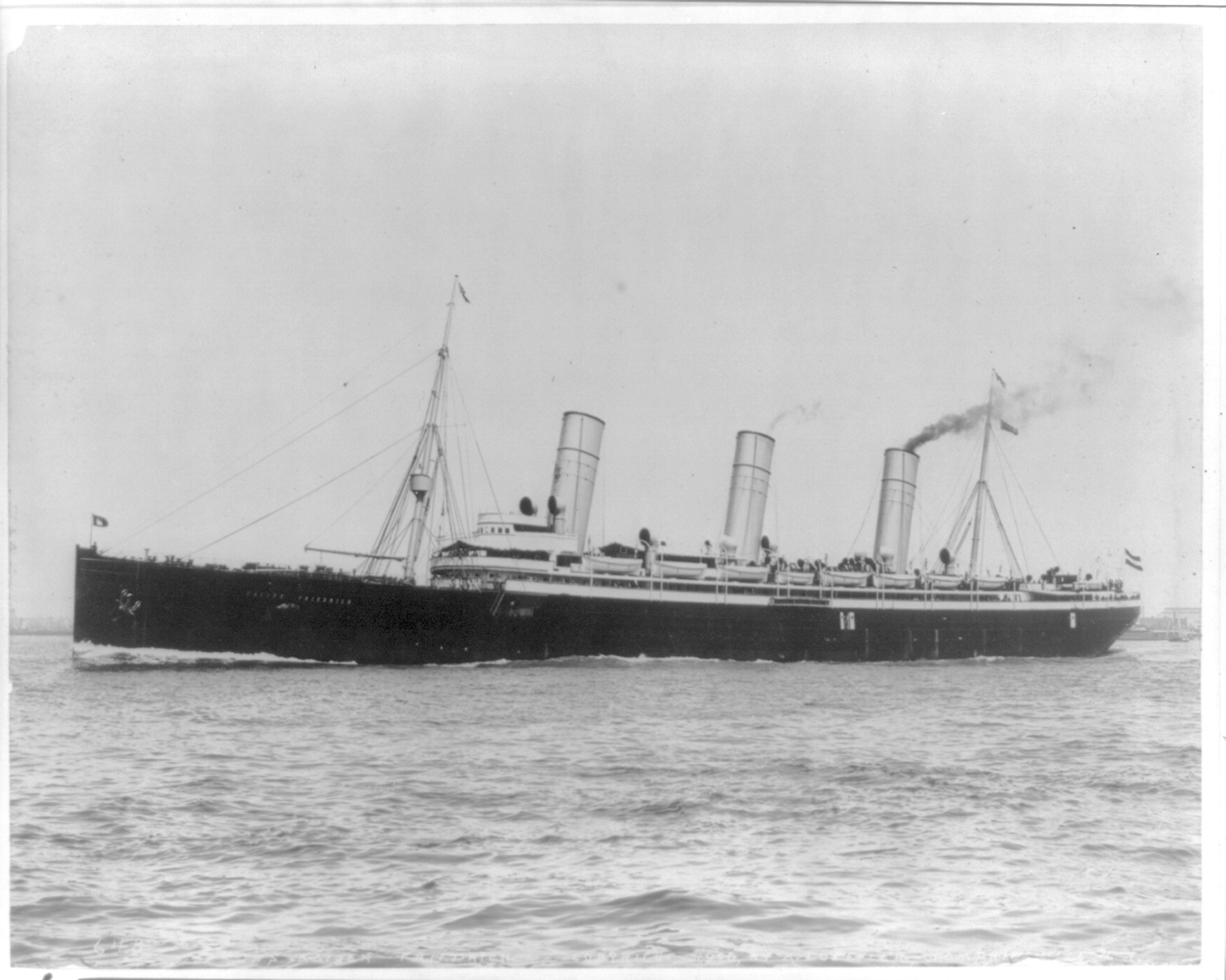
Die Kaiser Friedrich

Erhebliche Probleme gab es mit dem ebenfalls für den NDL gebauten Schnelldampfer Kaiser Friedrich von 12.481 BRT. Das Schiff sollte neben der beim Stettiner Vulcan gebauten Kaiser Wilhelm der Große auf der Nordatlantik-Route eingesetzt werden. Der Dreischornstein-Schnelldampfer erreichte jedoch nicht die geforderte Geschwindigkeit von 22 Knoten und wurde vom NDL nur unter Vorbehalt übernommen. Die am 7. Juni 1898 in Bremerhaven begonnene Jungfernfahrt nach New York dauerte zwei Tage länger als gefordert und die Rückreise sogar noch zwei Tage mehr. Trotz erheblicher Umbauten brachten zwei weitere Einsatzphasen beim NDL nur geringfügig bessere Ergebnisse, so dass der NDL im Juni 1899 die Abnahme des Schiffes verweigerte.
Die konkurrierende Hapag, die einige ihrer alten Schnelldampfer wegen des Amerikanisch-Spanischen Krieges an Spanien verkauft hatte, charterte die Kaiser Friedrich, um die Zeit bis zum Einsatz ihres neuen Schnelldampfers Deutschland zu überbrücken. Nach zehn Rundreisen in die USA verzichtete die Hapag auf einen weiteren Einsatz des Schiffes. Schichau versuchte den NDL auf dem Rechtsweg zur Abnahme des Schiffes zu zwingen, scheiterte aber 1908 vor dem Reichsgericht. Das in Hamburg seit 1900 aufliegende Schiff konnte erst 1912 an die französische Reederei Compagnie de Navigation Sud-Atlantique verkauft werden. 1916 sank der Dampfer unter seinem neuen Namen Burdigala nach einem Minentreffer in der Ägäis.
Das größte bis 1914 fertiggestellte Passagierschiff der Werft war die 1909 für die Hapag in Dienst gekommene Cincinnati mit 16.339 BRT. Das 15,5 kn schnelle Schiff sollte nicht nur dem Auswandererverkehr dienen, sondern mit einer großen III. Klasse ein breiteres touristisches Publikum ansprechen. Es war der erste Auftrag der deutschen Großreederei an Schichau, dem nur noch der Auftrag für das Kombischiff Schwarzwald (4.892 BRT) bis 1918 folgte. Noch größere Schiffe bestellte der NDL mit zwei über 30.000 BRT großen Schiffen vom Typ Columbus, von denen das erste am 17. Dezember 1913 vom Stapel lief. Kriegsbedingt wurden diese Schiffe erst in den 1920er Jahren fertiggestellt.
Von 1883 bis 1926 entstanden bei Schichau 16 Fährschiffe für deutsche und ausländische Eisenbahndirektionen, darunter die Friedrich Franz IV., die Mecklenburg und die Prinsesse Alexandrine, die auf dem 1903 eröffneten Trajekt Warnemünde–Gedser zum Einsatz kamen. Sie waren ein Beispiel der Spezialschiffe, die bei Schichau entstanden. So wurde eine Vielzahl von Baggerschiffen gebaut, die weltweit verkauft wurden. Neben Marinen zählten Behörden zu den Hauptkunden der Werft. Der NDL war die einzige Großreederei mit einer regelmäßigen Auftragsvergabe an Schichau.

### 1918–1945
Nach Zieses Tod 1917 übernahm der Schwede Carl Fridolf Carlson , Ehemann von Zieses einziger Tochter Hildegard, die Leitung der Schichau-Werke. Nach dessen Tod 1924 führte seine Witwe die Firma allein. Sie starb bereits 1927.
Am Wiederaufbau der deutschen Handelsflotte nach dem Ersten Weltkrieg war die Schichau-Werft anfangs herausragend beteiligt. Die am 17. Dezember 1913 in Danzig vom Stapel gelaufene Columbus des Norddeutschen Lloyd (NDL) lag fast fertig in Danzig. Das unfertige Schiff war Großbritannien als Reparation zugesprochen worden und 1920 an die White Star Line durch den britischen Staat verkauft worden. Die Reederei hatte großen Bedarf an Tonnage, um die Kriegsverluste auszugleichen. Der Weiterbau der Columbus auf der deutschen Werft verlief 1919 jedoch nur sehr schleppend, da das Unternehmen und die Arbeiter keinen großen Arbeitseifer an den Tag legten, um das Schiff für den ehemaligen Kriegsgegner fertigzustellen. Schließlich kam es 1921 zum sogenannten „Columbus-Abkommen“ zwischen den Deutschen und den Briten: Die deutsche Regierung und der Norddeutsche Lloyd (NDL) sagten zu, ihren Einfluss für eine zügige Fertigstellung des Schiffes einzusetzen und keine rechtlichen Bedenken zu erheben. Denn Danzig gehörte als Freie Stadt unter der Oberhoheit des Völkerbundes inzwischen nicht mehr zum Deutschen Reich. Für diese Zusagen verzichtete die englische Seite auf die Auslieferung von sechs Schiffen des NDL, die den Krieg in Südamerika verbracht hatten. Diese sechs Schiffe waren 1921 für den Wiederaufbau des NDL wichtiger als der 34351-BRT-große Riesendampfer, der als Homeric am 21. Januar 1922 ausgeliefert wurde und am 15. Februar seine Jungfernfahrt nach New York unter britischer Flagge antrat. Sie blieb das größte von Schichau gefertigte Handelsschiff.

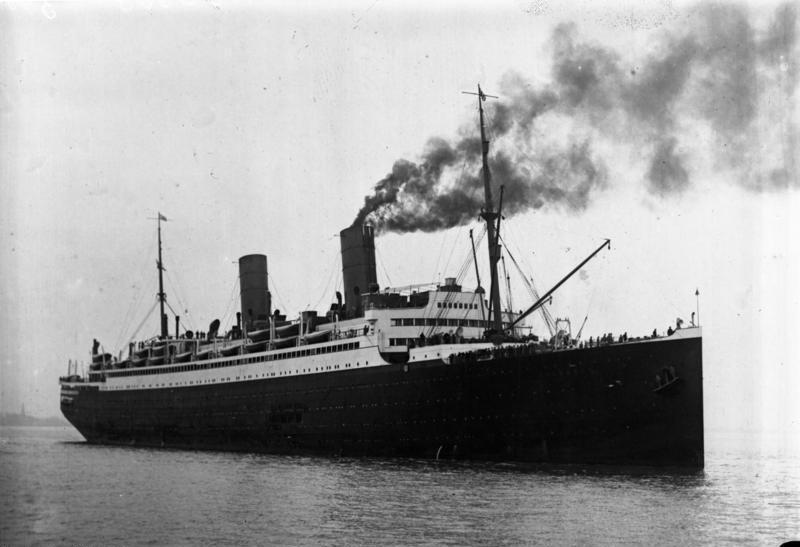
Die Columbus des Norddeutschen Lloyd, 1926

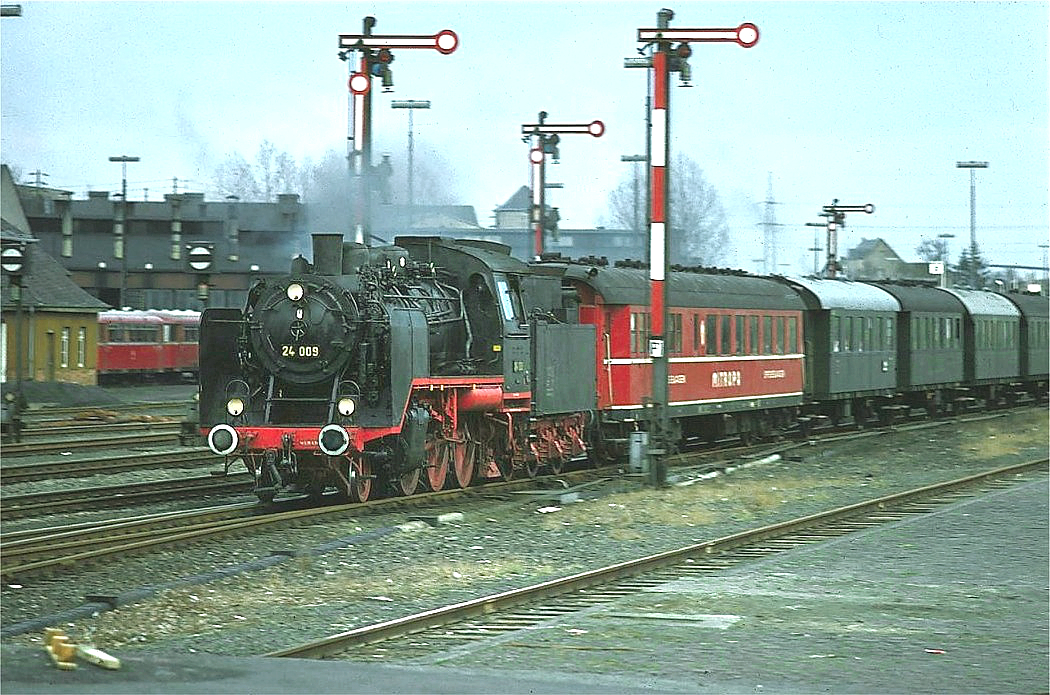
Lokomotive 24 009, Baujahr 1928

Das Schwesterschiff Hindenburg befand sich noch in einem so frühen Baustadium, dass sie als Kriegsbeute nicht in Frage kam. Sie wurde deshalb für den NDL fertiggebaut. Der Bau verlief wegen der Materialknappheit schleppend. Das in Columbus umbenannte Schiff lief am 12. August 1922 vom Stapel und trat am 22. April 1924 in Bremerhaven seine Jungfernreise nach New York an. Mit 32.345 BRT war sie das größte deutsche Handelsschiff bis zur Indienststellung des Schnelldampfers Bremen.
Weitere Aufträge kamen nur schleppend. Ab 1925 stand das Unternehmen vor dem Konkurs; dieser wurde nur durch Staatskredite des Deutschen Reiches und des Landes Preußen verhindert. So wurde in Elbing mit der Schwerin für die Deutsche Reichsbahn noch das modernste deutsche Eisenbahnfährschiff für die Ostsee gebaut. Da die Regierung der Weimarer Republik das größte Schiffbauunternehmen im Osten nicht aufgeben wollte, wurden die Schichau-Werke durch Reichstagsbeschluss staatlich saniert. Carlsons Erben erhielten eine Abfindung. Ab 1929 konnte die neue F. Schichau GmbH unter der Leitung von Hermann Noé den Betrieb fortführen. Hermann Noé war der Bruder von Ludwig Noé, des Direktors der benachbarten „Danziger Werft und Eisenbahnwerkstätten AG“ (vormals Kaiserliche Werft Danzig).
Schichau wurde am Bau der Einheitslokomotiven der Deutschen Reichsbahn beteiligt. Begonnen wurde mit Personenzuglokomotiven der Baureihe 24, von denen 67 Stück gebaut wurden (20 weitere wurden wegen des Krieges storniert). Es folgten Tenderlokomotiven der Baureihe 64 (12 Maschinen) und der DR-Baureihe 86 (106 Maschinen, 14 storniert). Erst ab 1938 wurden wieder größere Lokomotiven gebaut. Es folgten 37 Maschinen der Baureihe 41 (14 storniert), 136 Loks der Baureihe 44 und 190 Loks der Baureihe 50. Schichau entwickelte eine neue Personenzuglokomotive der Baureihe 23 aus der Güterzuglokomotive der Baureihe 50 und lieferte 1941 zwei Musterexemplare. Der geschätzte Bedarf von 800 derartigen Maschinen wurde wegen des Krieges nicht bestellt.
1930 wurde den Schichau-Werken die ebenfalls in Konkurs gegangene Union Gießerei Königsberg angegliedert. Das Unternehmen wurde durch die Ostlandhilfe im Lokomotivbau gefördert. Im Mai 1932 stellte die Elbinger Werft den Schiffbau nach Fertigstellung eines Saugbaggers für einen ausländischen Auftraggeber wegen der Weltwirtschaftskrise zeitweilig völlig ein. Der Bagger wurde wegen Zahlungsunfähigkeit des Bestellers nicht ausgeliefert und fand erst 1937 einen Käufer.
1937 hatte die Werft in Danzig 2700 Beschäftigte, 1939 waren es 3700. Die Werft in Elbing erhielt am 16. November 1935 den ersten Auftrag der Kriegsmarine für vier Torpedoboote vom Typ 35, dem weitere folgten. Die in Königsberg neu errichtete Werft erhielt von der Kriegsmarine Aufträge für kleine Tanker vom Typ Norderney, Schlepper und Minensuchboote der Klasse 1943. Und der Betrieb im noch selbständigen Danzig erhielt schon vor dem Krieg Aufträge für große Troßschiffe der Dithmarschen-Klasse und Eisbrecher vom Typ Castor. Im Zuge der von der NS-Regierung betriebenen Aufrüstung der Wehrmacht und des 1939 begonnenen Krieges stiegen die Auftrags- und Beschäftigtenzahlen rasant an. 1941 wurde das Schichau-Unternehmen zu einer Aktiengesellschaft, der F. Schichau AG, umgegründet. Hermann Noé blieb weiterhin Generaldirektor der Werke mit Firmensitz in Elbing, wo die gesamte Schiffbaufertigung zentral geleitet wurde. Aus dem Königsberger Betrieb entstand die von Woldemar Rodin selbständig verwaltete F. Schichau GmbH Königsberg.
Im September 1944 waren 7763 Menschen auf der Danziger Schichau-Werft tätig, davon 2870 Ausländer („Fremdarbeiter“) bzw. Zwangsarbeiter („Ostarbeiter“), die aus dem Konzentrationslager Stutthof in der Nähe von Danzig rekrutiert wurden. Für die Werften existierten das „Außenarbeitslager Schichau Werft Elbing“ und das „Außenarbeitslager Schichau Werft Danzig“. Insgesamt waren Ende 1944 bei Schichau 44.000 Menschen – in Elbing 18.000, in Danzig 12.000 und in Königsberg 14.000 – beschäftigt.
Das Stammwerk in Elbing baute vor und während des Zweiten Weltkriegs unter anderem die Flottentorpedoboote 1939 (von den Alliierten Elbing-Zerstörer genannt), zwei Minensuchboote, Dieselmotoren und Klein-U-Boote vom Typ Seehund für die Kriegsmarine. Dazu wurde der Lokomotivbau fortgesetzt. Nach dem Auslaufen der Aufträge für die im Frieden entwickelten Typen wurden die Kriegslokomotiven der Baureihe 52 (587 Stück) und der Baureihe 42 (200 Stück) gefertigt. Die Schichau Werft GmbH baute in Danzig bis zum Jahr 1944 insgesamt 62 U-Boote des Typs VII C und zwei des Typs VII C/41, bis die Produktion auf den Typ U-Boot-Klasse XXI umgestellt wurde. Bis Kriegsende wurden 30 Boote des neuen Typs XXI in Danzig fertiggestellt. Schichau Danzig lieferte damit insgesamt 94 U-Boote an die Kriegsmarine.
Borsig vergab im Zweiten Weltkrieg eigene Aufträge (55 BR50, 87 BR52, 12 BR42) an die Schichau-Werke in Elbing, die bis Januar 1945 produzierten. Bis Kriegsende 1945 lieferte Schichau neben Waffen und Schiffen aller Art ca. 4300 Lokomotiven mehrerer Bauarten unter anderem an die Deutsche Reichsbahn und die PKP.
Beim Näherrücken der Front wurden zu Beginn des Jahres 1945 unfertige Schiffe und ein Teil der bei der Werft eingesetzten schwimmenden Geräte abtransportiert. Ein Schwimmdock wurde bis in die 1980er Jahre von den Lübecker Flender-Werken benutzt. Der bis dahin auf der Danziger Schichau-Werft eingesetzte Schwimmkran Langer Heinrich (Baujahr 1905) gelangte nach Rostock und war mehrere Jahrzehnte bei der dortigen Neptunwerft im Einsatz. Heute ist er im Besitz des Schiffbau- und Schifffahrtsmuseums der Hansestadt Rostock.

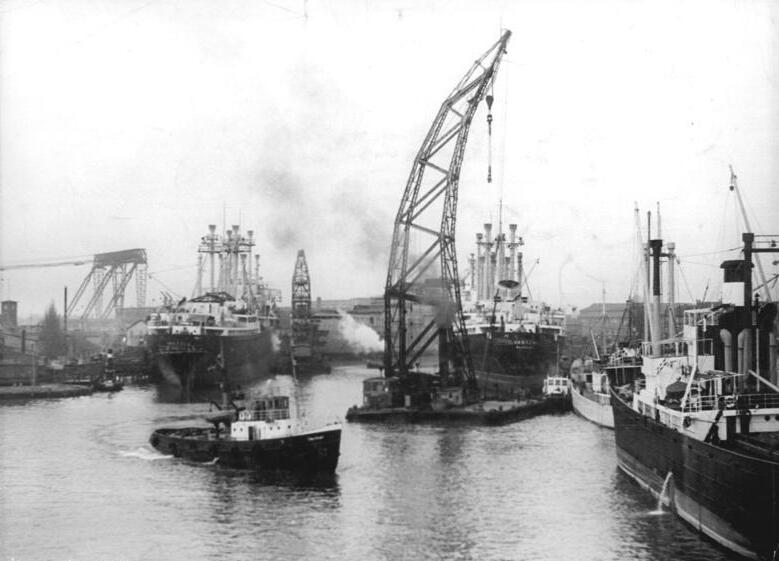
Der Schwimmkran Langer Heinrich war von 1905 bis 1945 für die Schichau-Werke Danzig im Einsatz

### Seit 1945

#### Polen
Die Werksanlagen der Lokomotivfabrik wurden nach Kriegsende durch die sowjetische Besatzung demontiert. Die Elbinger Maschinenfabrik gehörte seit Kriegsende zu Polen und stellte als volkseigener Betrieb ZAMECH, Mechanische Werke in Elbląg, Turbinen, Getriebe und Ausrüstung für den Schiffbau her. 1992 wurde das Werksgelände der Immobilienfirma ELZAM übertragen, in deren Besitz es bis heute zu großen Teilen ist. Die Fertigung von Kraftwerksanlagen wurde zur selben Zeit vom schwedisch-schweizerischen Konzern ABB übernommen und im Jahr 2000 an den französischen Konzern Alstom verkauft, der seine Energiesparte 2015 inklusive des Elbinger Betriebsteils an GE veräußerte. Daneben siedelten sich auf dem Gelände der früheren Schichau-Werke mehrere kleinere Unternehmen an.
Der Schiffbau in Elbing wurde eingestellt. Aus der Werft in Königsberg wurde die Jantar-Werft. Die Schichau-Werft in Danzig wurde 1950 mit der Danziger Werft zur Lenin-Werft zusammengefasst, die sich auf den Bau von Fracht- und Containerschiffen spezialisierte und 1980 durch die Gründung der polnischen Gewerkschaft Solidarność weltberühmt wurde.

#### Deutschland
Von ehemaligen Betriebsangehörigen der Schichau-Werft wurde 1950 in Bremerhaven das Unternehmen als F. Schichau AG neugegründet. Es entwickelte sich zu einem führenden Unternehmen im Schlepperbau insbesondere von Bergungsschleppern. 1972 fusionierte das Unternehmen zur Schichau Unterweser AG (SUAG), die sich auf Spezialschiffe, insbesondere Fähren, konzentrierte. 1984 kam die Werft in den Vulkan-Verbund und wurde 1988 mit der Seebeckwerft zur Schichau Seebeck AG zusammengelegt, welche 1996 als Folge des Konkurses des Bremer Vulkan ebenfalls in Konkurs ging. Das Nachfolgeunternehmen, die SSW Schichau Seebeck Shipyard GmbH, ging 2008 in Konkurs.

## Erhaltene Lokomotiven
- 24 083 Dampfzug-Betriebs-Gemeinschaft Nettetal e. V.
- 38 1772 (letzte P 8 der Deutschen Bundesbahn), rollfähiges Denkmal im Bahnbetriebswerk Siegen
- 41 1144 IGE Werrabahn e. V., Eisenach
- 41 1150 Bayerisches Eisenbahnmuseum, Nördlingen
- 44 1681 Eisenbahn-Erlebniswelt der Schienenverkehrsgesellschaft, Horb am Neckar
- 50 3610 Wedler Franz Logistik GmbH & Co. KG
- 50 3616 Verein Sächsischer Eisenbahnfreunde/ Eisenbahnmuseum Schwarzenberg
- 86 240 als Tkt3-16 in Chabówka, Polen
- 91 406 Bayerisches Eisenbahnmuseum, Nördlingen

## Erhaltene Schiffe
- Stralsund (Baujahr 1890), Eisenbahnfähre, Wolgast
- Jacob Langeberg, ex. von Bötticher (Baujahr 1902), Schlepper und Eisbrecher, ursprünglich auf dem heutigen Nord-Ostsee-Kanal im Einsatz, Wormerveer, Niederlande